# Breathin
"Breathin" (gestileerd in onderkast) is de derde single van het vierde studioalbum, Sweetener, van de Amerikaanse zangeres Ariana Grande. Het nummer was eerst te horen op 17 augustus, met de release van het album. Zonder enige promotie stond het in een mum van tijd op de nummer één in de hitlijsten van iTunes. Op 18 september werd "breathin" officieel als single uitgebracht, door Republic Records.
Het nummer gaat over Grandes paniekaanvallen en de moeilijke tijd die zij heeft doorgemaakt als gevolg van een aanslag in Manchester. Volgens Grande zelf is het, ondanks angst, het best gewoon te blijven ademhalen.

## Videoclip
Het nummer kreeg twee videoclips. De eerste videoclip bracht ze uit op 10 oktober 2018. Daarin was Grandes varkentje Piggy Smallz te zien, nieuwsgierig rondsnuffelend in haar kamer. Dit was niet de officiële muziekvideo; de echte videoclip kwam uit op 7 november 2018 en werd geregisseerd door Hannah Lux Davis. Zij maakte ook eerder videoclips voor onder andere Bebe Rexha, Fifth Harmony en Halsey.
De videoclip toont verschillende beelden van Grande in een treinstation en in de wolken. Ook te zien in de videoclip, is een deel van de tracklist van haar vijfde studioalbum Thank U, Next. Drie titels "needy", "imagine" en "remember" werden geprojecteerd op een bord in een luchthaven. Later werd het nummer "remember" echter van de tracklist geschrapt.

## Tracklist
| 1 |  | Breathin (Original Version)       | 3:18 |
| 2 |  | Breathin (Eric Kupper Radio Edit) | 3:47 |
| 3 |  | Breathin (Eric Kupper Mix)        | 6:37 |
| 4 |  | Breathin (Eric Kupper Dub)        | 6:37 |
| 5 |  | Breathin (Drew G Dirty Pop Mix)   | 7:30 |
| 6 |  | Breathin (Drew G Dub)             | 7:30 |
| 7 |  | Breathin (Dark Intensity Remix)   | 4:39 |